# Shigure (1936)
El Shigure (時雨 lluvia otoñal?) fue un destructor de la Clase Shiratsuyu. Sirvió en la Armada Imperial Japonesa durante la Segunda Guerra Mundial. 

## Historia
A lo largo de la Segunda Guerra Mundial, el Shigure se ganó la fama de ser muy afortunado o de estar maldito. En tres ocasiones distintas — en la Batalla del Golfo de Vella, en la Batalla del Estrecho de Surigao y en una misión de escolta junto al portaaviones Unryū — todas las naves a las que acompañaba el Shigure fueron hundidas. El Shigure fue el único en regresar a puerto, siempre al mando de uno de los más destacados capitanes japoneses de destructor, Tameichi Hara. De hecho, en el primero de los citados enfrentamientos, un torpedo atravesó la pala de su timón, dejando un agujero de más de medio metro de diámetro.
La suerte del Shigure cambió el 24 de enero de 1945, cuando fue torpedeado y hundido por el submarino estadounidense USS Blackfin (SS-322) en el Golfo de Siam, a 295 km  de Khota Bharu, Malasia, en la posición (06°0′N 103°48′E / 6.000, 103.800).